# Eurybata tessellata
Eurybata tessellata är en tvåvingeart som beskrevs av Steyskal 1952. Eurybata tessellata ingår i släktet Eurybata och familjen skridflugor. Inga underarter finns listade i Catalogue of Life.